# Zonophryxus dodecapus
Zonophryxus dodecapus är en kräftdjursart som beskrevs av Lipke Bijdeley Holthuis 1949. Zonophryxus dodecapus ingår i släktet Zonophryxus och familjen Dajidae.
Artens utbredningsområde är havet kring Kanaieröarna. Inga underarter finns listade i Catalogue of Life.